# The Raveonettes
The Raveonettes est un groupe de rock indépendant danois, originaire de Copenhague. Formé en 2001, le groupe se compose de Sune Rose Wagner (né en 1973 à Sønderborg) à la guitare et au chant, et de  Sharin Foo (née le 22 novembre 1973, Emmelev) à la guitare basse et au chant. Ils associent à des mélodies sucrées inspirées de la pop américaine du début des années 1960, des guitares au son noir distordu, saturé de feedback. Ils allient ainsi les influences de Phil Spector et de The Jesus and Mary Chain. En 2005, leur album Pretty in Black est réalisé avec comme invités Moe Tucker du Velvet Underground, Ronnie Spector des Ronettes, et Martin Rev de Suicide.

## Biographie

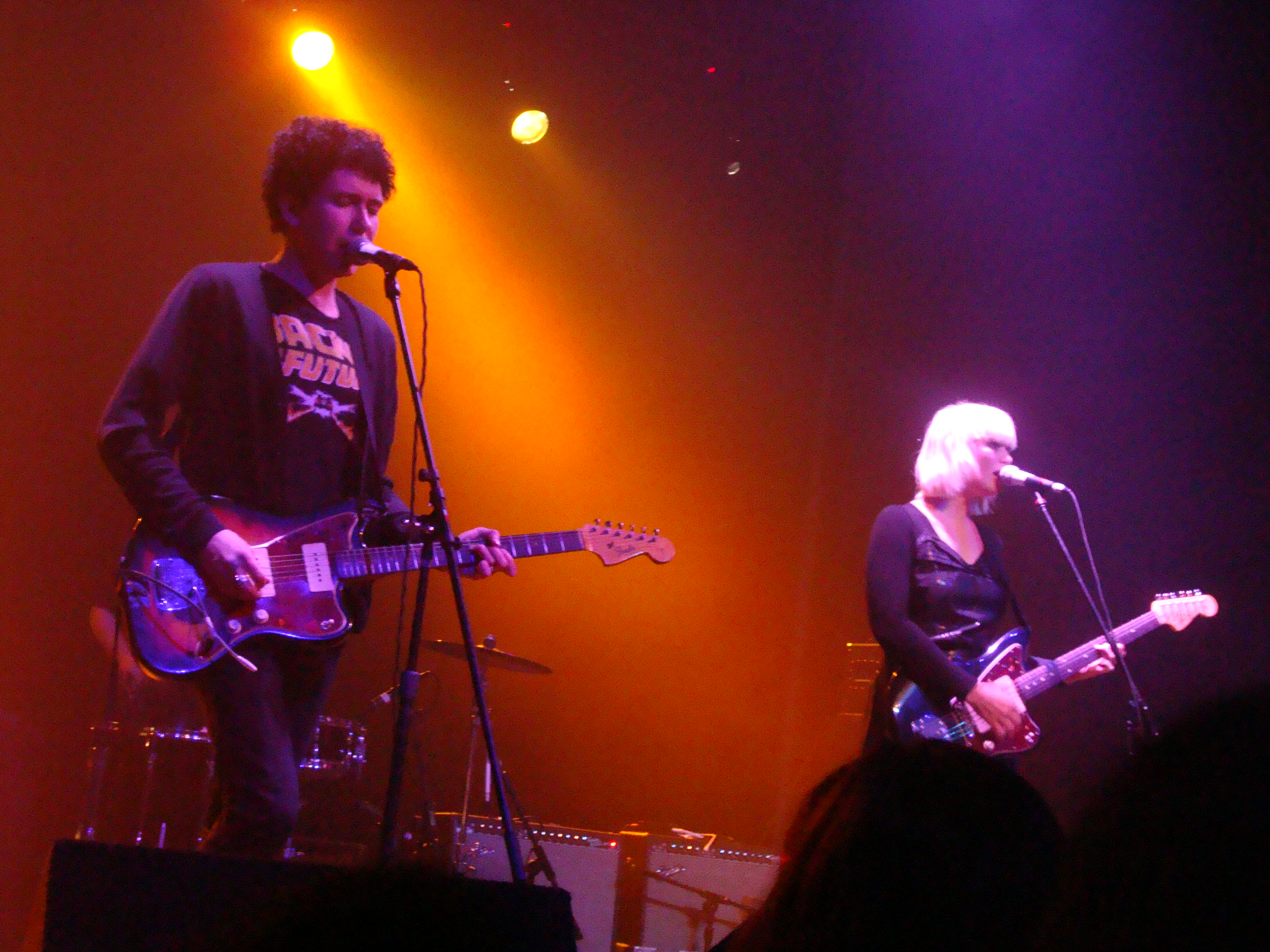
The Raveonettes, sur scène au Geek Theatre.

Le duo se forme à Copenhague et commence l'enregistrement de leur premier EP intitulé Whip It On au Once Was & Sauna Recording Studio, une ancienne propriété de Sony. Ils y passent trois semaines. Après avoir recruté le guitariste Manoj Ramdas et le batteur Jakob Hoyer, The Raveonettes participe à son premier concert au festival SPOT d'Aarhus,la seconde plus grande ville au Danemark. Après la sortie de Whip It On, distribué par le label local Danish Crunchy Frog, Hoyer et Ramdas contribueront aux trois albums suivants des Raveonettes. Cependant, à la parution de Lust Lust Lust en 2007, seuls Sune et Sharin sont crédités. Officiellement, le groupe est découvert par l'éditeur de Rolling Stone, David Fricke, au SPOT, qu'il cite dans l'une de ses revues, et le groupe reçoit immédiatement l'offre de quelques majors. Le groupe est managé par le producteur Scott Cohen, et Richard Gottehrer, depuis leur début de carrière. 
Whip It On est nommé dans la catégorie « Meilleur album rock de l'année » aux Danish Music Awards (l'équivalent du Grammy américain au Danemark) le 1er mars 2003, tandis que The Raveonettes sont cités par Rolling Stone et Q Magazine comme les pionniers de la « prochaine vague » de la musique contemporaine. En 2006, le magazine Blender nomme Sharin Foo comme l'une des femmes les plus sexy du rock, aux côtés de Courtney Love, Joan Jett, et Liz Phair.

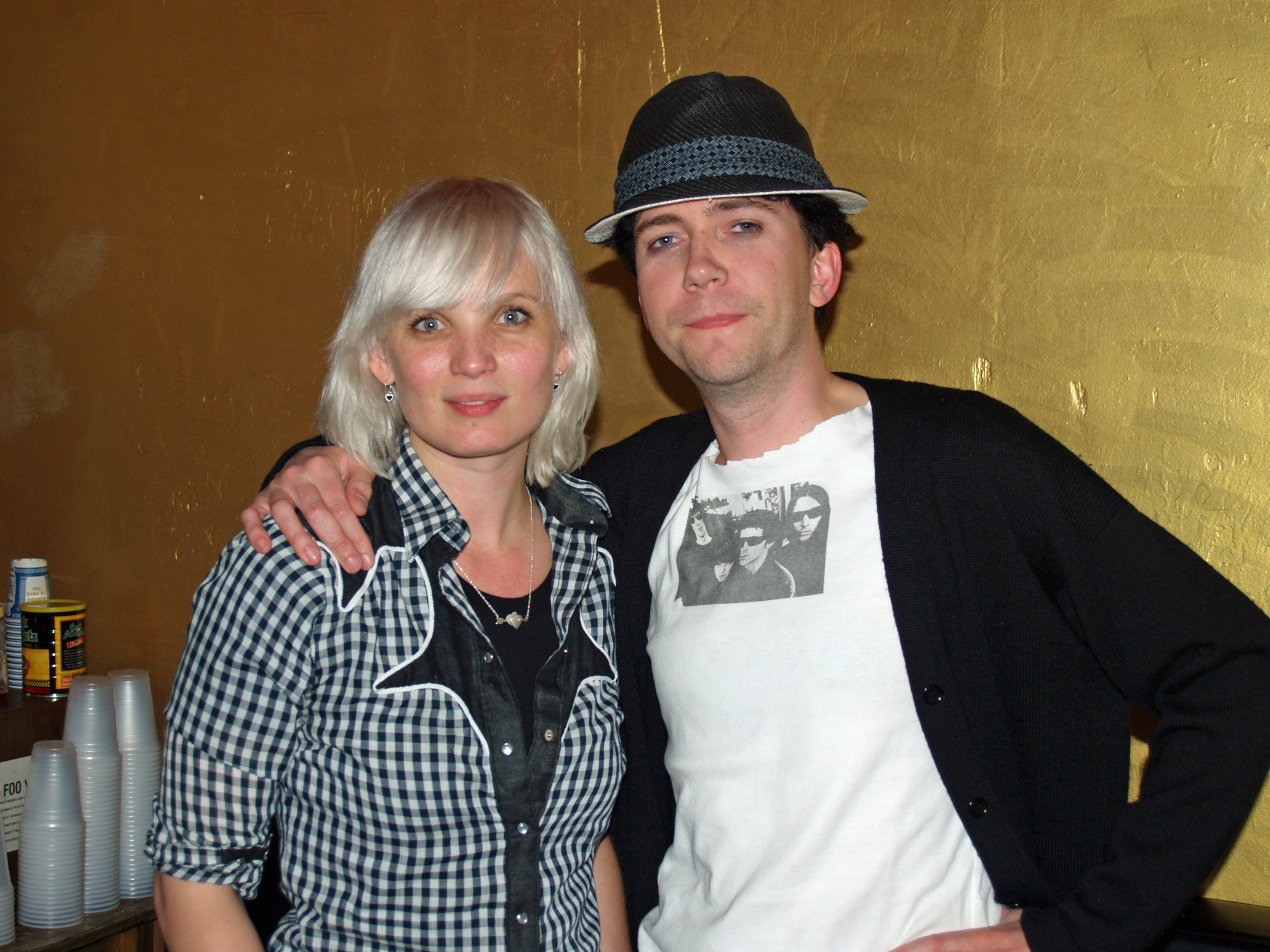
Sune Rose Wagner et Sharin Foo en 2007

Leur troisième album studio, Lust Lust Lust, est commercialisé en novembre 2007 en Europe, puis en février 2008 en Amérique du Nord. L'album est généralement bien accueilli. En décembre 2008, Sune Rose Wagner fait paraître un album solo, simplement intitulé Sune Rose Wagner. Toutes ces chansons sont en danois. Leur quatrième album, In and Out of Control, est commercialisé le 6 octobre 2009, avec Last Dance comme principal single. L'album est coécrit et produit par Thomas Troelsen. Les singles Last Dance et Suicide sont présentés dans la série Gossip Girl. L'album suivant, Raven In The Grave, qui paraît dans le courant de l'année 2011 est beaucoup plus sombre que les précédents.
Le 11 septembre 2012, le duo fait paraître l'album Observator,,. Le single Observations paraît le 25 juin la même année. Le second single She Owns the Streets paraît le 9 juillet.
Leur septième album Pe'ahi est commercialisé avec « surprise » le 22 juillet 2014.

## Membres
- Sune Rose Wagner — chant, guitare
- Sharin Foo — chant, basse, guitare
- Jakob Hoyer — batterie (jusqu'en 2005)
- Manoj Ramdas — guitare (jusqu'en 2005)
- Anders Christiensen — basse, percussions, et clavier (pour l'album Pretty in Black uniquement)

## Discographie

### Albums
- 2003 : Chain Gang of Love (Sony Records)
- 2005 : Pretty in Black (Columbia Records)
- 2007 : Lust Lust Lust (Fierce Panda Records/Vice Records)
- 2009 : In and Out of Control (Fierce Panda Records/Vice Records)
- 2011 : Raven In The Grave (Vice Records)
- 2012 : Observator (Vice Records)
- 2014 : Pe'ahi (Beat Dies Records)
- 2017 : 2016 Atomized (Beat Dies Records)

### EP
- 2002 : Whip It On (Sony Records)
- 2008 : Sometimes They Drop By (Vice Records)
- 2008 : Beauty Dies (Vice Records)
- 2008 : Wishing You a Rave Christmas (Vice Records)
- 2012 : Into the Night (The Orchard)

### Singles
| Année | Titre                               | Classement | Classement | Classement | Album                 |
| Année | Titre                               | DEN        | UK         | UK Ind     | Album                 |
| ----- | ----------------------------------- | ---------- | ---------- | ---------- | --------------------- |
| 2002  | Attack of the Ghostriders           | —          | 73         | —          | Whip It On mini-album |
| 2003  | Beat City                           | —          | —          | —          | Whip It On mini-album |
| 2003  | That Great Love Sound               | —          | 34         | —          | Chain Gang of Love    |
| 2003  | Heartbreak Stroll                   | 3          | 49         | —          | Chain Gang of Love    |
| 2004  | That Great Love Sound (re-issue)    | —          | 52         | —          | Chain Gang of Love    |
| 2005  | Ode to LA (10" uniquement)          | —          | —          | —          | Pretty in Black       |
| 2005  | Love in a Trashcan                  | —          | 26         | —          | Pretty in Black       |
| 2007  | Dead Sound (7" uniquement)          | —          | —          | —          | Lust Lust Lust        |
| 2008  | You Want the Candy (7" uniquement)  | —          | —          | 15         | Lust Lust Lust        |
| 2008  | Aly, Walk with Me (promo)           | —          | —          | —          | Lust Lust Lust        |
| 2008  | Blush / Black/White (7" uniquement) | —          | —          | —          | Lust Lust Lust        |
| 2009  | Last Dance / Bang! (7" uniquement)) | 24         | —          | —          | In and Out of Control |
| 2009  | Heart of Stone (promo)              | —          | —          | —          | In and Out of Control |
| 2011  | Recharge & Revolt                   | —          | —          | —          | Raven in the Grave    |
| 2011  | Apparitions                         | —          | —          | —          | Raven in the Grave    |
| 2012  | Observations                        | —          | —          | —          | Observator            |
| 2012  | She Owns the Streets                | —          | —          | —          | Observator            |